# 山东近代史
山东近代史是指从1840年中英鸦片战争爆发以后的山东历史。

## 大事记
1840年
- 6月，中英鸦片战争爆发。8月15日，英侵略军的舰队从浙江北上经过山东海面，山东巡抚托浑布奉命带兵赴登州督防。
- 9月17日，清廷命沿海督抚，洋船经过不必开放枪炮。18日，托浑布遣人馈赠英军牛羊蔬菜。
- 本年，藏书家杨以增在聊城建藏书楼“海源阁”，为晚清四大私人藏书楼之一。
- 本年，德州、聊城等62州县夏秋受涝灾。另有20县受旱灾。粮食减产五成以上。

清圣祖康熙六十一年（1722年），山东耕地达到9000余万亩。第二次鸦片战争中，清政府被迫簽訂《天津條約》开放登州等10处为通商口岸，1861年改定烟台为通商口岸。1888年，北洋水师于山东威海卫刘公岛正式成立，7年后在甲午战争中全军覆没，威海被日军攻占。

## 法国对山东的侵略
1859年7月，法国军队在前往天津敦促批准《天津条约》的路途中，将芝罘岛赔款到账的担保，同时，法国军队在芝罘岛悬崖的背风处避风，同时占领崆峒岛，作为天津条约赔款担保，然后登陆烟台，并进行实地考察。

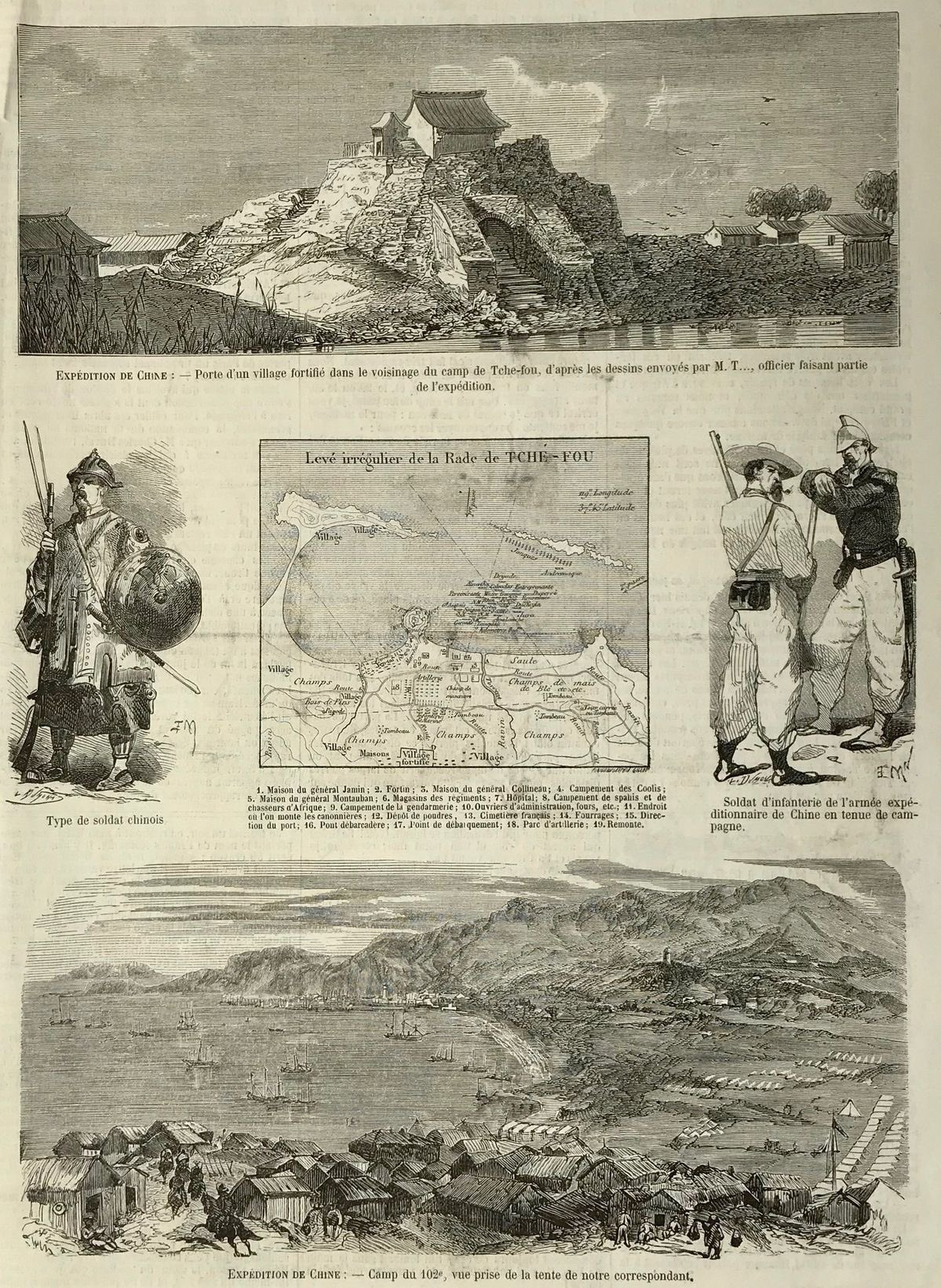
1860年6月9日介紹被法國軍隊佔領的芝罘的報紙

1860年，查尔斯·蒙托邦将军率领的法国军队约3000人于 6 月 8 日占领了烟台。法国军队一部分持续驻扎于烟台，控制烟台总体局势，设立中法国境线界碑，并封锁渤海湾，另一部分法国军队前往北塘登陆，并于 1860 年 7 月 19 日开始进攻大沽。法军上岸后，在北大街东侧，烟台山下划定其直接管辖区域，位于烟台山下和威海卫路(今南大街)之间，共计200亩，将此片地区设定为「法国芝罘保留地」。
1861年2月，在烟台的法国陆地上的驻军撤离，军舰仍停留在崆峒岛附近外海。在法国人声索的法国统治地范围内，留下了一间破旧的木屋和一座破旧的码头，偶尔会有停泊在海湾的法国军舰上的水手来拜访。
1861年8月，捻军以打着护国的名号，从河南开始突袭山东，短短几日就兵临胶东。10月6日，美国传教士花雅各于福山县古现附近被捻军杀害，法国当局意识到烟台情势逐渐危急。10月7日捻军兵临烟台通伸岗 (今烟台西炮台山坡)。次日，驻烟台法国守军与英国守军用停泊于芝罘湾的军舰炮轰捻军阵地，同时烟台驻地的法国军队冲出法界作战，为保护烟台安全，用洋枪击退捻军。之后一个月内，英法联军从烟台塔山与岱王山一带持续作战，将捻军击退出胶东地带。
1863 年 10 月，法国声称法国殖民地的大部分土地已被其中国所有者个人出售给其他国家，只有 5% 归法国所有，并对此向清政府抗议。
1864 年夏天，在烟台负责法国军事事务的法国海军军官迫切希望收到法国烟台殖民地已被完全授予的确认。在得到确认后，他将再次派遣法国海军陆战队登陆，继续行使完全的法国国家权力。
1866 年 5 月，法国海军军官卢瑟福·阿尔科克向法国驻烟台副领事米德尔顿报告说，法国已正式取消了对殖民地的主权的声索。同时，他补充说，米德尔顿作为法国驻烟台副领事，将边境的界碑从现场移走。
法占烟台1864年总面积约2.31平方公里。

## 德国对山东的侵略

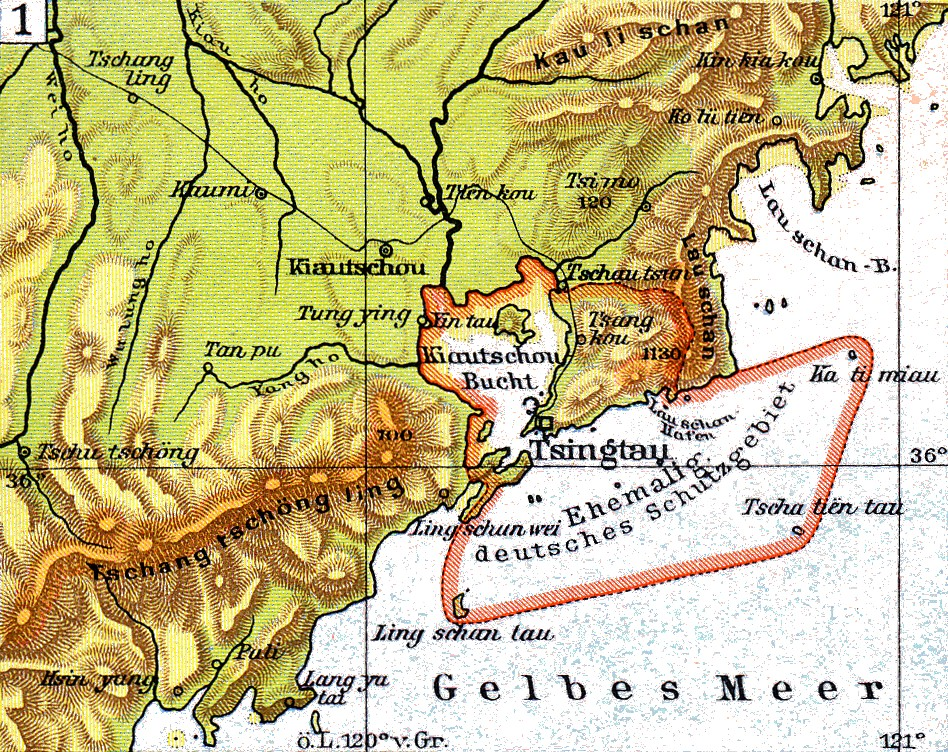
膠州灣租借地

1867年，德国地理学家李希霍芬在中国多个省份考察后认为胶州湾东岸有着优越的装船条件，若建一条从青岛到省府济南的铁路可以方便获得沿线的矿产资源。1896年12月14日，德国驻华公使海靖(Herr Baron von Heyking)正式向大清总理衙门提出租借胶州湾及其周边地区五十年作为“储煤站”的要求，被总理衙门拒绝。1897年11月1日，发生曹州教案，两名德国传教士在曹州府（今菏泽市）巨野县被杀，德国趁机派军舰于11月14日占领胶州湾地区（今属青岛市）。1898年3月6日由李鸿章、翁同和代表清政府，在北京与德国驻中国公使海靖签署中德《胶澳租界条约》。条约规定，德国租借胶澳（今青岛）九十九年，德国修筑两条从胶澳到济南的铁路并获得沿线三里内开矿权，德国获得承办山东省各项事务的优先权共三端十款，之后分别又在8月22日签订《胶澳租地合同》，10月6日签订《胶澳潮平合同》和《胶澳边界合同》，确定了德国占领整个胶州湾沿岸，并将山东省划为德国的势力范围。
1897年山东省曹州府巨野县发生曹州教案，次年清政府被迫签署《胶澳租借条约》将青岛和威海分别租借给德国和英国。德国还修筑了从青岛通往济南的胶济铁路（1905年），和津浦铁路的北段（1911年），把山东当作自己的势力范围。1899年，义和团从山东兴起，攻击遍布全省的西方传教士。清末，面对俄国和日本的威胁，东北终于向汉族移民开放，加上民国初年张作霖的鼓励措施，在100年间有为数上千万的山东农民闯关东谋生，成为今天东北人口中的重要组成部分。

## 英国对山东的侵略

英治时期的威海卫旗

1898年，英国强租威海卫。1900年，设威海卫行政长官署，属英国殖民部。
在第一次世界大战后，德国作为战败国无条件交出胶州湾租借地，但在英国等国的操纵下将上述地区交给日本。

## 日本对山东的侵略
1914年日本入侵，引发山东问题。1922年华盛顿会议上经美国调停，日本将青岛和胶济铁路归还中华民国。1928年5月3日國民革命軍在北伐途中经过山东济南城时与日军发生冲突，引发济南惨案。1930年，国民政府从英国手中收回威海。1937年七七事变后，省内国民党政权、日伪政权、中共政权并立，其辖区犬牙交错。

## 抗日战争结束后
1945年8月，抗日战争胜利后，国民党政权、中共政权依然并存。1947年5月在山东省中部沂蒙山区的孟良崮战役中，国军最精锐的王牌七十四师被华东野战军消灭。1949年6月2日，中華民國政府第十一綏靖區部隊及美軍从青岛撤退后，解放军进驻，并将其并入山东管辖。8月12日，第三野战军取得长山列岛战役胜利。至此，解放军完全占领山东省全境。
中華人民共和國成立初期，山東西部、河南北部、河北南部新成立平原省，包括今山東省菏澤、聊城等地，1952年撤銷該省，將其轄區併入山東、河南。江苏省的徐州和连云港一度也属于山东管辖。1959-1961年，山东省是三年大饥荒时期中最严重的几个省份之一，尤以黄河流经的鲁西北地区最为惨烈。据官方人口统计，山东省在1959、1960两年中，人口净减少234万。
1966年8月25日，青岛发生了干部、工人群众与青岛三大院校部分学生对立的“青岛事件”，为山东“文革”拉开了序幕。1980年代以后，山东尤其是东部沿海地区经济有较大发展，在2004年规模工业产值和利润首次超过广东成为中国第一工业大省。